# Се Улян
Се Улян (кит. 谢无量; Се Мэн, Се Шэнь, прозвище Сифань) (1884—1964) — китайский историк философии и литератор.

## Биография
Получил хорошее домашнее образование. Позднее учился у Цай Юаньпэя. Прошел стажировку в Японии. Работал редактором ряда газет и журналов. В 1926 году стал деканом исторического факультета Университета Юго-Востока. После образования КНР был профессором Народного университета Китая. Был зам. директора Центрального исследовательского института культуры и истории. В сочинении «Философия Ван Чуна» ("王充哲學") (1917) высоко оценил этого мыслителя эпохи Хань. Се Улян — автор первой истории китайской философии.